# Cahuayogco
Cahuayogco är en ort i Mexiko.   Den ligger i kommunen Cuetzalan del Progreso och delstaten Puebla, i den sydöstra delen av landet, 190 km öster om huvudstaden Mexico City. Cahuayogco ligger 511 meter över havet och antalet invånare är 347.
Terrängen runt Cahuayogco är huvudsakligen kuperad, men åt nordost är den platt. Runt Cahuayogco är det ganska tätbefolkat, med 179 invånare per kvadratkilometer. Närmaste större samhälle är Ciudad de Cuetzalan, 6,9 km väster om Cahuayogco. I omgivningarna runt Cahuayogco växer i huvudsak städsegrön lövskog.